# دهستان حیدرآباد
دهستان حیدرآباد یکی از دهستان‌های بخش مرکزی شهرستان زابل در استان سیستان و بلوچستان ایران است.

## جمعیت
براساس سرشماری عمومی نفوس و مسکن در سال ۱۳۹۵، جمعیت دهستان حیدرآباد برابر با ۶،۲۰۷ نفر بوده‌است.